# Tmesibasis alberti
Tmesibasis alberti är en insektsart som beskrevs av Navás 1912. Tmesibasis alberti ingår i släktet Tmesibasis och familjen fjärilsländor. Inga underarter finns listade i Catalogue of Life.